# Microtus brachycercus
Microtus brachycercus là một loài động vật có vú trong họ Cricetidae, bộ Gặm nhấm. Loài này được Lehmann mô tả năm 1961.